# Brungul tiggarstav
Brungul tiggarstav (Plagiobothrys fulvus) är en strävbladig växtart som först beskrevs av William Jackson Hooker och Arn., och fick sitt nu gällande namn av Ivan Murray Johnston. Enligt Catalogue of Life ingår Brungul tiggarstav i släktet tiggarstavar och familjen strävbladiga växter, men enligt Dyntaxa är tillhörigheten istället släktet tiggarstavar och familjen strävbladiga växter. Arten förekommer tillfälligt i Sverige, men reproducerar sig inte. Utöver nominatformen finns också underarten P. f. campestris.